# Az év moldáv labdarúgója
Az év moldáv labdarúgója díjat minden évben a legjobb teljesítményt nyújtó moldáv labdarúgó kapja. A díjat először 1992-ben adták át. A győztest a moldáv labdarúgó-szövetség szervezésében választják meg. A díjat legtöbbször, ötször Alexandru Epureanu nyerte meg.

## Győztesek
| Év   | Játékos            | Csapat                                  | Poszt       |
| ---- | ------------------ | --------------------------------------- | ----------- |
| 1992 | Alexandru Spiridon | Zimbru Chișinău                         | középpályás |
| 1993 | Alexandru Curtianu | Zimbru Chișinău                         | középpályás |
| 1994 | Serghei Cleșcenco  | Zimbru Chișinău                         | csatár      |
| 1995 | Ion Testemițanu    | Zimbru Chișinău                         | hátvéd      |
| 1996 | Serghei Rogaciov   | Olimpia Bălți                           | csatár      |
| 1997 | Ion Testemițanu    | Zimbru Chișinău                         | hátvéd      |
| 1998 | Alexandru Curtianu | Zenyit Szankt-Petyerburg                | középpályás |
| 1999 | Sergiu Epureanu    | Zimbru Chișinău                         | középpályás |
| 2000 | Serghei Cleșcenco  | Makkabi Haifa                           | csatár      |
| 2001 | Serghei Rogaciov   | Szaturn Ramenszkoje                     | csatár      |
| 2002 | Boris Cebotari     | Zimbru Chișinău                         | középpályás |
| 2003 | Serghei Covalciuc  | Karpati Lviv                            | középpályás |
| 2004 | Serghei Covalciuc  | Karpati Lviv                            | középpályás |
| 2005 | Serghei Covalciuc  | Szpartak Moszkva                        | középpályás |
| 2006 | Radu Rebeja        | FK Moszkva                              | középpályás |
| 2007 | Alexandru Epureanu | FK Moszkva                              | középpályás |
| 2008 | Vitalie Bordian    | Metaliszt Harkiv                        | hátvéd      |
| 2009 | Alexandru Epureanu | Gyinamo Moszkva                         | középpályás |
| 2010 | Alexandru Epureanu | Gyinamo Moszkva                         | középpályás |
| 2011 | Alexandru Suvorov  | KS Cracovia                             | középpályás |
| 2012 | Alexandru Epureanu | Gyinamo Moszkva Krilja Szovetov Szamara | középpályás |
| 2013 | Alexandru Gațcan   | FK Rosztov                              | középpályás |
| 2014 | Artur Ioniță       | Hellas Verona                           | középpályás |
| 2015 | Alexandru Gațcan   | FK Rosztov                              | középpályás |
| 2016 | Alexandru Gațcan   | FK Rosztov                              | középpályás |
| 2017 | Alexandru Gațcan   | FK Rosztov                              | középpályás |
| 2018 | Alexandru Epureanu | İstanbul Başakşehir                     | középpályás |
| 2019 | Artur Ioniță       | Cagliari Calcio                         | középpályás |
| 2020 | Oleg Reabciuk      | Paços de Ferreira                       | hátvéd      |

### Győztesek sorrendje
| Pos. | Játékos            | Címek | Évek                         |
| ---- | ------------------ | ----- | ---------------------------- |
| 1    | Alexandru Epureanu | 5     | 2007, 2009, 2010, 2012, 2018 |
| 2    | Alexandru Gațcan   | 4     | 2013, 2015, 2016, 2017       |
| 3    | Serghei Covalciuc  | 3     | 2003, 2004, 2005             |
| 4    | Serghei Cleșcenco  | 2     | 1994, 2000                   |
| 4    | Alexandru Curtianu | 2     | 1993, 1998                   |
| 4    | Serghei Rogaciov   | 2     | 2001, 1996                   |
| 4    | Ion Testemițanu    | 2     | 1995, 1997                   |
| 4    | Artur Ioniță       | 2     | 2014, 2019                   |
| 9    | Vitalie Bordian    | 1     | 2008                         |
| 9    | Boris Cebotari     | 1     | 2002                         |
| 9    | Sergiu Epureanu    | 1     | 1999                         |
| 9    | Radu Rebeja        | 1     | 2006                         |
| 9    | Alexandru Spiridon | 1     | 1992                         |
| 9    | Alexandru Suvorov  | 1     | 2011                         |
| 9    | Oleg Reabciuk      | 1     | 2020                         |